# Thinle Lhondup
Thinle Lhondup (tibétain : ཕྲིན་ལས་ལྷུན་གྲུབ, Wylie : phrin las lhun grub, népalais : थिन्ले लेन्डुप), connu également sous le nom de Thinley ou Thinline, né en 1943 ou 1944 dans le district de Dolpa (Népal) et mort le 24 avril 2016, à 72 ans, dans ce même district, est un acteur népalais populaire.

## Biographie
Thinle Lhondup est surtout connu pour avoir joué dans Himalaya : L'Enfance d'un chef, un film d’aventure de 1999 dû au réalisateur français Éric Valli. Le film a été nommé dans la catégorie du meilleur film étranger aux 72e Academy Awards. On l’a également vu dans quelques vidéos musicales comme le populaire Sa Karnali.
Thinle Lhondup souffrait d'un cancer de l'estomac pour lequel il suivait un traitement à Katmandou.
Le 24 avril 2016, des ânes bousculent son cheval ce qui provoque sa chute. Il meurt pratiquement immédiatement. Thinle Lhondup était âgé de 72 ans.

## Filmographie partielle

### Au cinéma
- 1999 : Himalaya : L'Enfance d'un chef d'Éric Valli : Tinle
- 2016 : Everesuto: Kamigami no itadaki (Everest: The Summit of the Gods)